# Requiem (album de Korn)
Pour les articles homonymes, voir Requiem (homonymie).
Albums de Korn
The Nothing
(2019)
Singles
1. Start the Healing
Sortie : 11 novembre 2021
2. Forgotten
Sortie : 13 janvier 2022
3. Lost in the Grandeur
Sortie : 2 février 2022

Requiem est le quatorzième album studio du groupe américain de nu metal Korn, sorti le 4 février 2022 sous le label Loma Vista Recordings.

## Liste des titres
| 1.    | Forgotten                | 3:17 |
| 2.    | Let the Dark Do the Rest | 3:39 |
| 3.    | Start the Healing        | 3:28 |
| 4.    | Lost in the Grandeur     | 3:50 |
| 5.    | Disconnect               | 3:26 |
| 6.    | Hopeless and Beaten      | 3:59 |
| 7.    | Penance to Sorrow        | 3:20 |
| 8.    | My Confession            | 3:34 |
| 9.    | Worst Is on Its Way      | 4:03 |
| 32:36 |                          |      |

## Classements hebdomadaires
| Classement (2022)                  | Meilleure place |
| ---------------------------------- | --------------- |
| Allemagne (Media Control AG)       | 2               |
| Australie (ARIA)                   | 1               |
| Autriche (Ö3 Austria Top 40)       | 4               |
| Belgique (Flandre Ultratop)        | 17              |
| Belgique (Wallonie Ultratop)       | 5               |
| Canada (Canadian Albums Chart)     | 27              |
| Écosse (OCC)                       | 5               |
| Espagne (Promusicae)               | 51              |
| États-Unis (Billboard 200)         | 14              |
| États-Unis (Top Hard Rock Albums)  | 1               |
| États-Unis (Top Rock Albums)       | 2               |
| Finlande (Suomen virallinen lista) | 6               |
| France (SNEP)                      | 26              |
| Italie (FIMI)                      | 47              |
| Pays-Bas (Mega Album Top 100)      | 35              |
| Portugal (AFP)                     | 11              |
| Royaume-Uni (UK Albums Chart)      | 8               |
| Royaume-Uni (Rock & Metal Albums)  | 1               |
| Suisse (Schweizer Hitparade)       | 3               |